# Intressesfär

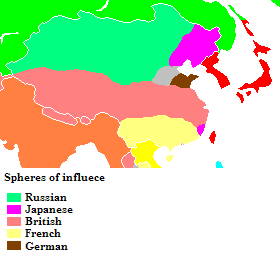
Intressesfärer i Kina före öppna dörrens politik

Inom den internationella politiken är en intressesfär eller inflytandesfär är när en stat hävdar exklusiv eller förhärskande kontroll över ett område eller en region. Staten som hävdar kontrollen kan ha betydande politiska, ekonomiska och strategiska intressen i det område man önskar kontrollera. Intressesfär kan innebära ett politiskt anspråk som andra stater antingen erkänner eller ej, men det kan också hänvisa till en mellanstatlig överenskommelse där parterna åtar sig att inte blanda sig i de andra staternas intressesfärer. Intressesfärer kan även vara underförstådda. I Monroedoktrinen från 1823 hävdade USA att Latinamerika tillhörde landets intressesfär, och i VSB-avtalet 1948 kom man överens om att Finland skulle ta hänsyn till Sovjetunionens säkerhetsintressen.
I mer extrema fall kan ett land inom ett mer kraftfullt lands intressesfär bli underordnad av den staten och tjäna som en satellitstat eller de facto koloni. Det finns än idag kvar intressesfärer där starka nationer ingriper i andras affärer. Det analyseras ofta i form av supermakter, stormakter och/eller mellanmakter. 
Exempelvis hade Kejsardömet Japan en ganska stor intressesfär under sin existenstopp under andra världskriget. Den japanska regeringen styrde direkt händelser i Korea, Manchuriet, Vietnam, Taiwan och delar av Kina. Vid slutet av andra världskriget lyckades Sovjetunionen se till att få västmakterna att erkänna att stora delar av östra Europa skulle vara Sovjetunionens intressesfär, vilket ledde till bildandet av Östblocket.